# Louis Metcalf
Pour les articles homonymes, voir Metcalf.
Louis Metcalf (28 février 1905 - 27 octobre 1981) était un trompettiste et cornettiste de jazz. 
Metcalf est né à Webster Groves dans le Missouri. Étant jeune, il apprit la batterie mais choisit ensuite le cornet. Adolescent à St. Louis dans le Missouri, il jouait avec Charlie Creath.
En 1923, il déménage à New York. Il est engagé dans le célèbre orchestre de Duke Ellington dans ses premières années (1926-28) au Cotton Club de Harlem et participe aussi aux ensembles de Willie "The Lion" Smith, Jelly Roll Morton, Benny Carter et King Oliver dans les années folles. Dans les années 1930, il mène ses propres orchestres et joue dans celui de Fletcher Henderson.
Attiré par l'effervescence des cabarets montréalais, il s'installe à Montréal en 1946. Il forme rapidement l'International Band, premier ensemble à jouer le nouveau style bebop dans cette ville. La célébrité de Metcalf fait du Café St-Michel le centre de la communauté jazz de Montréal pendant quelques années. De nombreux musiciens locaux dont le jeune Oscar Peterson et des Américains de passage tels Art Pepper, Fats Navarro et Sonny Rollins sont invités à partager la scène.
Rentré à New York en 1951, il continue à y mener des ensembles jusqu'à sa mort en 1981.

## Source
- Article de nécrologie